# Defiler Galaxy
Defiler Galaxy este un joc online de simulare spațială, a cărui temă este războiul interplanetar. Nu este necesară descărcarea jocului, intrucât este un joc bazat pe browser. Jocul dezvoltat de catre un român poate fi jucat in engleză, germană, poloneză, română, franceză, spaniolă si italiană.

## Despre joc
Mina de argint consumă energie pentru a obține argint. Argintul fiind un material pur, este cel mai comercializat și este indispensabil.
Mina de diamant, la fel ca și mina de argint are nevoie de energie pentru a-și asigura  funcționarea.
Mina de kryptonită folosește o metodă mai scumpă de extracție, dar este vorba de extragerea kryptonytei, care pune in mișcare navele, având o mare importanță economică.
Uzina Solară receptează lumina solară si o transformă in energie incadrată in parametrii impuși de catre modul de funcționare a minelor.
Reactorul de energie este o altă sursă de energie pe lângă uzina solară. Acest generator uriaș foloseșe combustia pe bază de kryptonytă pentru producerea energiei.
Uzina de roboți are calitatea ca o dată cu inaintarea construcției acesteia în nivel să scadă timpul de construcție al clădirilor, flotei și apărării.
Uzina de naniți apare la un anumit nivel tehnologic, fiind următoarea generație a ingineriei robotice. Fiecare nivel construit al acestei cladiri va injumătăți timpul de construcție a navelor, apărării si clădirilor.
Șantierul naval este necesar construirii tuturor tipurilor de nave. Un nivel mai mare al acestuia va duce la construirea mai rapidă a navelor și totodată la posibilitatea de a construi noi nave.
Depozitul de argint este necesar depozitării excesului de argint.
Depozitul de diamant este necesar depozitării excesului de diamant.
Depozitul de kryptonită este necesar depozitării excesului de kryptonită.
Centrul de cercetare este locul unde se fac cercetările. Creșterea in nivel a acestei construcții va scadea timpul de cercetare și va face posibilă cercetarea unor noi tehnologii.